# Droit malawite
Le droit malawite est le droit appliqué au Malawi depuis l'indépendance du Royaume-Uni le 6 juillet 1964.

## Sources du droit

### Constitution
L'article 199 dispose que la Constitution est la loi suprême du pays. L'article 5 de la Constitution dispose que tous les actes du gouvernement ou toutes les lois qui sont contraires à ses dispositions doivent, dans la mesure de leur inconstitutionnalité, être considérés nuls.
Le système constitutionnel n'est ni issu de la tradition légale britannique ni emprunté à une autre juridiction spécifique. L'article 11(1) dispose que « les principes appropriés d'interprétation de la Constitution doivent être développés pour refléter le caractère unique et le statut suprême de la Constitution ». Cet aspect est accentué par le fait que l'article 11(2)(c) dispose que l'interprétation de la Constitution peut se faire par l'application du droit international public et par la jurisprudence étrangère comparable, sans limite géographique ou juridictionnelle,.

### Droit international
La Constitution montre que le Malawi reste dualiste dans son approche de l'application du droit international. L'article 211(1) de la Constitution dispose que les traités et accords internationaux entrés en vigueur après l'entrée en vigueur de la Constitution font partie du droit interne du Malawi s'il en est disposé ainsi ou par une loi du Parlement. L'article 211(2) dispose que ces mêmes accords, entrés en vigueur avant l'entrée en vigueur de la Constitution, continuent d'être appliqués tant qu'ils n’ont pas été dénoncés par une loi du Parlement.
Enfin, le droit international coutumier fait partie du droit interne dès lors qu'il n’est pas contraire à la Constitution ou une loi du Parlement.

### Législation
Le pouvoir législatif est conféré à l'Assemblée nationale. Il y a plusieurs catégories de législation : la législation pénale, la législation réglementaire, la législation financière, la législation fiscale, et la législation sociale.

### Common law
L'article 200 de la Constitution du Malawi dispose que la common law appliqué lors de l’entrée en vigueur de la Constitution continue de s'appliquer au Malawi dans la mesure où ces normes sont conformes à la Constitution. Le caractère évolutif de la common law est inscrit à l’article 10(2) qui enjoint aux juridictions de contrôler sa conformité avec la Constitution,.

### Droit religieux
Le droit religieux est appliqué dans certaines jurisprudence du Malawi, notamment en matière de mariage et de succession d'une propriété. D'après l’Asiatics (Marriage, Divorce and Succession) Act, s'appliquant aux personnes d'origine asiatique résidant au Malawi ou non, les mariages sont célébrés selon les coutumes et traditions asiatiques, ainsi que les pratiques et normes religieuses des parties concernées. Par conséquent, d'après cette loi, les personnes d'origine asiatique sont autorisées à célébrer leur mariage selon les normes ou lois religieuses hindoues ou musulmanes.

### Droit coutumier
L'application du droit coutumier au Malawi répond au même critère que l’application de la common law,. Cependant, l'idée selon laquelle les juridictions doivent contribuer au développement du droit coutumier rencontre certains problèmes conceptuels car il est considéré que ce développement résulte de son application par les chefs locaux et par l'évolution de la société. Le rôle des juridictions est donc incertain. 

### Conventions
La Haute Cour a défini les conventions constitutionnelles dans l'affaire The State v. The President of the Republic of Malawi, ex-parte Bakili Muluzi & Another : une règle conventionnelle existe quand une pratique traditionnelle a été consciemment adopté et reconnu par ceux qui applique la Constitution comme manière correcte d'agir dans une situation donnée. Une pratique sera considérée comme étant devenu une convention lorsque, après un manquement dans son application, des critiques légitimes s'élèvent. 

## Organisation juridictionnelle

### Cour suprême d'appel
Établie par l’article 104 de la Constitution, la Cour suprême d'appel est la cour supérieure du Malawi. Elle prend connaissance des pourvois formés contre les décisions de la Haute Cour.

### Haute Cour
La Haute Cour a une juridiction illimitée en matière civile et pénale.

### Cours de droit commun

#### Cour des relations industrielles
Elles sont créées par l’article 110(2) de la Constitution. Sa juridiction est limitée aux conflits en matière de droit du travail.

#### Magistrates Courts
Elles sont créées par l’article 110(1) de la Constitution. Elles sont de quatre types définit par l’article 33 du Courts Act :
- le tribunal de première instance (Courts of Resident Magistrates) : c'est la plus haute des quatre catégories. Elle contrôle les décisions rendues par les magistrates courts inférieures.
- le tribunal des magistrats de premier niveau (Courts of magistrates of the First Grade),
- le tribunal des magistrats de second niveau (Courts of Magistrates of the Second Grade),
- le tribunal des magistrats de troisième niveau (Courts of Magistrates of the Third Grade).

Elles ont une juridiction territoriale sur tout le Malawi en matière civile et pénale sans limite géographique quant au lieu du crime. En règle générale, cependant, elle renvoie l'affaire au tribunal le plus proche du lieu du crime.

#### Tribunaux traditionnels
Reconnu par l’article 110(3) de la Constitution, leur juridiction est limitée aux affaires civiles soumises au droit coutumier ainsi qu'aux affaires mineures de common law et de droit civil.

## Sources

## Compléments